# Бажин, Пётр Яковлевич
Пётр Я́ковлевич Ба́жин (11 [24] августа 1914 года — 16 апреля 1978 года) — советский офицер, участник Великой Отечественной войны, командир стрелкового батальона 136-го гвардейского стрелкового полка 42-й гвардейской стрелковой дивизии 40-й армии Воронежского фронта, Герой Советского Союза (29.10.1943), гвардии капитан.

## Биография
Родился 11 (24) августа 1914 года в крестьянской семье в селе Маслянино Барнаульского уезда Томской губернии (ныне посёлок городского типа Новосибирской области). Русский. Окончил среднюю школу, а в 1937 году — Томский сельскохозяйственный техникум (землеустроительное отделение). Работал техником-землеустроителем в городе Новосибирске.
В Красной армии с 1937 года. В 1941 году окончил Ленинградское военное пехотное училище. Участник Великой Отечественной войны с 1941 года. Член ВКП(б) с 1943 года.
Командир стрелкового батальона 136-го гвардейского стрелкового полка (42-я гвардейская стрелковая дивизия, 40-я армия, Воронежский фронт) гвардии капитан Пётр Бажин особо отличился при форсировании реки Днепр южнее столицы Украины — Киева. Его подразделение, являвшееся сводным стрелковым батальоном численностью сто девяносто человек, созданным из остатков полка, в ночь с 25 на 26 сентября 1943 года начало форсирование Днепра на восемнадцати лодках и трёх полупонтонах. Противник обнаружил переправу советских войск и артиллерийским огнём уничтожил ещё на воде все 45-миллиметровые орудия и до восьмидесяти человек личного состава.
Двое суток батальон гвардии капитана Бажина вел бой за лес Япча и лишь 28 сентября 1943 года, овладев им, а затем вышел к деревне, превращённой гитлеровцами в опорный пункт. Разделив бойцов на три отряда, П. Я. Бажин атаковал врага с трёх сторон. Опорный пункт был захвачен, но в батальоне осталось сорок два человека и один миномёт. В бою погибли начальник штаба батальона, командир миномётной роты и заместитель командира батальона по политической части.
Во время наступления на село Паникарча остатки батальона попали в окружение, выйти из которого не смогли. При попытке прорваться к своим с оставшимся личным составом в восемнадцать человек раненый комбат Пётр Бажин оказался в плену.
Указом Президиума Верховного Совета СССР от 29 октября 1943 года за образцовое выполнение боевых заданий командования на фронте борьбы с немецкими захватчиками и проявленные при этом мужество и геройство гвардии капитану Бажину Пётру Яковлевичу посмертно присвоено звание Героя Советского Союза.
Возвратившись из плена, П. Я. Бажин узнал, что удостоен высшей степени отличия. Через несколько лет после войны ему были вручены орден Ленина и медаль «Золотая Звезда» (№ 11153).
В 1945—1948 годах капитан Бажин П. Я. служил в войсках МВД СССР. Затем работал техником-землеустроителем, а с 1958 года — начальником земельного отдела и руководителем проектного бюро Брестского филиала института «Белгипроект».
Жил в городе Барановичи Брестской области Белоруссии. Скончался 16 апреля 1978 года.

## Награды
- Медаль «Золотая Звезда» Героя Советского Союза (№ 11153)
- Орден Ленина
- Орден Красного Знамени
- Медали, в том числе:
  - Медаль «За победу над Германией в Великой Отечественной войне 1941—1945 гг.»
  - Юбилейная медаль «Двадцать лет Победы в Великой Отечественной войне 1941—1945 гг.»
  - Юбилейная медаль «Тридцать лет Победы в Великой Отечественной войне 1941—1945 гг.»